# デービッド・ハヴィリ
デービッド・ハヴィリ（David Havili、1994年12月23日 - ）は、スーパーラグビー・パシフィッククルセイダーズに所属するラグビーユニオン選手。

## プロフィール
- ニュージーランド・ネルソン出身[1]。
- ポジションはスタンドオフ(SO)、センター(CTB)、フルバック(FB)。
- 身長 184cm、体重 88kg
- 弟のウィリアムもラグビー選手(トンガ代表)[2]。
- U20ニュージーランド代表に選ばれたことがある[3]。
- ニュージーランド代表キャップは21（2022年10月現在）でラグビーワールドカップ2023のニュージーランド代表に選ばれた[4]。
- バーバリアンズに選ばれたことがある。

## 略歴
タスマンを経て、2015年、クルセイダーズに加入。